# Raffaele Brunetti
Raffaele Brunetti (Capri, 22 novembre 1961) è un regista e produttore cinematografico italiano.

## Biografia
Brunetti, dal 1987, ha realizzato circa 100 documentari in Italia e nel mondo. Nel 2005 ha diretto e prodotto il documentario girato in Africa: Mitumba: The Second Hand Road e nel 2008 insieme al regista Marco Leopardi, ha diretto e prodotto il documentario: Hair India. Fondatore della B&B Film.

## Riconoscimenti
- 2017 – Globi d'oro – candidatura come miglior documentario con: La via della Conciliazione

## Filmografia

### Regista, sceneggiatore e produttore
- Mitumba: The Second Hand Road (Mitumba) (2005)
- Hair India, co-regia di Marco Leopardi (2008)
- Zero Waste Garbage-Free Naples (2014)

### Regista e produttore
- Mother India (2011)

### Regista e sceneggiatore
- War Secrets: Italy's Forgotten Invasion, co-regia di Marcelo Adamo (2006)
- Zero Waste Garbage-Free Naples (2014)
- La Via della Conciliazione, co-regia di Piergiorgio Curzi (2017)

### Sceneggiatore
- Che Guevara (2007)

### Produttore
- Underwater Pompeii (Rome's Sunken Secrets), regia di Stuart Elliott (2017)
- Pagine nascoste, regia di Sabrina Varani (2017)